# Гернгросс, Николай Александрович
Николай Александрович Гернгросс (1810—1900) — русский государственный деятель немецкого происхождения, сенатор, действительный тайный советник (1883).

## Биография
Из старинного лифляндского дворянского рода. Унаследовал и расширил имение Жуково под Смоленском.
В службе в классном чине с 1844 года. В 1859 году произведён в действительные статские советники, директор Первого департамента Министерства государственных имуществ.  В 1862 году  произведён в тайные советники с назначением товарищем министра государственного имущества А. А. Зеленого.
С 1863 по 1885 годы  сенатор присутствующий в  III, IV, V и Межевом департаментах Правительствующего сената и одновременно с 1880 года председатель Орловско-Витебской железной дороги.  В 1883 году произведён в действительные тайные советники. В отставке с 1885 года, был председателем Общего съезда представителей русских железных дорог.
Был награждён всеми российскими орденами вплоть до ордена Святого Александра Невского с бриллиантовыми знаками пожалованные ему в 1880 году.

## Примечания

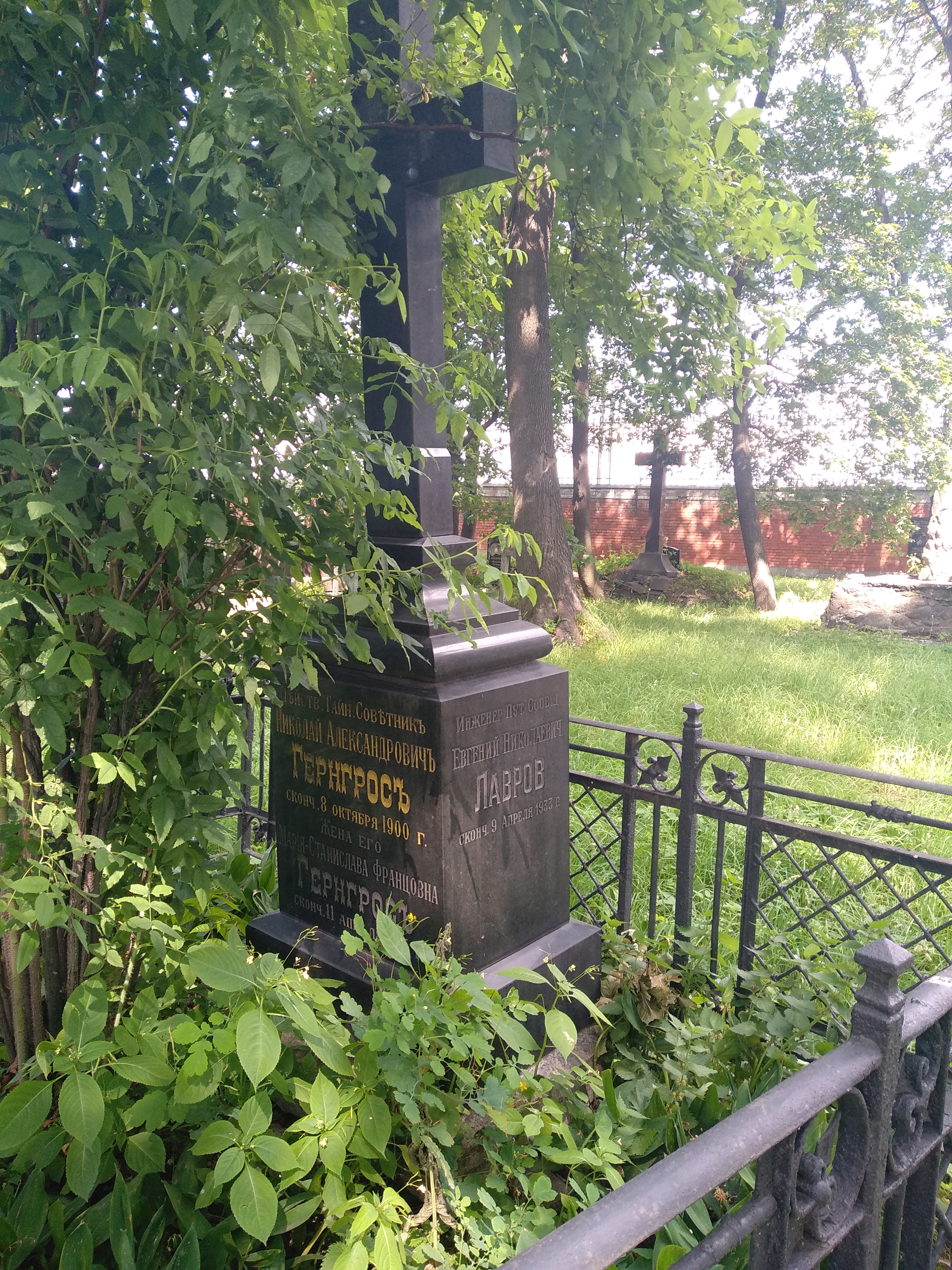
Могила Гернгросса на Никольском кладбище Александро-Невской лавры в Санкт-Петербурге.